# Encino Amarillo
Encino Amarillo är en ort i Mexiko.   Den ligger i kommunen San Miguel Totolapan och delstaten Guerrero, i den södra delen av landet, 230 km sydväst om huvudstaden Mexico City. Encino Amarillo ligger 910 meter över havet och antalet invånare är 108.
Terrängen runt Encino Amarillo är bergig söderut, men norrut är den kuperad. Encino Amarillo ligger nere i en dal. Runt Encino Amarillo är det glesbefolkat, med 12 invånare per kvadratkilometer. Närmaste större samhälle är Pocitos del Balcón, 12,6 km väster om Encino Amarillo. I omgivningarna runt Encino Amarillo växer i huvudsak blandskog.